# Lemmaku
Lemmaku − wieś w Estonii, w prowincji Virumaa Wschodnia, w gminie Tudulinna.